# Підземні ходи (Таганрог)
Підземні ходи Таганрогу — ходи та галереї, які, згідно міських легенд, розташовуються під землею на території міста Таганрога Ростовської області.

## Історія
Існує кілька версій і легенд щодо походження підземних тунелів в Таганрозі. Деякі дослідники вважають, що вони могли бути вириті турками, інші — що вони були створені ще за часів древніх римлян. Висуваються версії, що підземні ходи заснували за Петра I чи Катерини II. Але всі ці версії не знайшли офіційного і достовірного підтвердження.
Письменник Антон Павлович Чехов цікавився міськими підземними ходами в Таганрозі і легендами щодо їх існування, про що є підтвердженні факти.
Згідно з однієї з легенд, раніше існував підземний хід від території сучасного тролейбусного управління, яке розташоване по вулиці Олександрівській, до порту. Його використовували для провезення мішків з борошном. У деяких будинках Таганрогу існували глибокі підвали, які за допомогою підземного ходу з'єднувалися з набережною.
Під час досліджень, які неодноразово проводилися на території Таганрогу, були виявлені сліди існування підземних ходів. Невеликий підземний хід проходив від підвалу будинку Алферакі, який розташовується по вулиці Грецькій, 76 до провулку Антона Глушко, 13, до місця, де зараз розташований краєзнавчий музей.
У літературних джерелах є відомості про існування підземного ходу, який вів з морського берега до підвалу будинку мільйонера Вальяно. Зараз в цьому місці знаходиться будівля авіаційного технікуму, який розташовується на перехресті вулиці Чехова і провулку Тургенівського. При будівництві одного корпусу «Б» ТРТІ, будівельники виявили підземний хід, а в ньому знаходилися старовинні речі.
Багато істориків схильні до визнання факту існування підземних тунелів в Таганрозі. При будівництві Петровської фортеці, були споруджені численні підземні переходи, які вели від бастіонів до равелінів, також від бастіонів в сторону фортеці. Це була необхідність, тому що у разі можливої облоги у людей була б можливість пересуватися такими шляхами.
Ці підземелля мали зберегтися, так як при руйнуванні фортеці, знищувалася тільки наземна частина. Під бастіонами були розташовані підземні каземати. У 1926 році в одному зі звітів краєзнавчого музею повідомлялося, що в зруйнованому валу Петровської фортеці була знайдена верхня частина входу, для спорудження якої використовувався камінь і вапно. Подібні ходи були знайдені біля будівлі Південного федерального університету. У 1927 році в одному з житлових дворів Таганрога вирили яму для вапна — її дно провалилося і на глибині 5 метрів знаходився підземних хід. Його вдалося дослідити на 20 метрів в довжину. На місці колишньої фортеці стоять університетські корпуси. Коли будувався гуртожиток № 5 по провулку Гарібальді, був виявлений цілий старовинний пороховий льох і підземний хід, який був наполовину засипаний.
5 травня 1932 року міська влада створила комісію за участю археологів, яка проводила дослідження з пошуку даних споруд. Але результати роботи не дійшли до наступних поколінь. У 1940-х роках навпроти колишнього млина Алферакі, там, де зараз розташовується автомобільна розв'язка, знизу правого схилу Комсомольського спуску, між провулками — Гарібальді і 1-м Фортечним, був виявлений склепінчастий вхід, який був колись виготовлений з цегли. Про існування ще однієї подібної конструкції було відомо в 1950-х роках — її знайшли на березі моря, в районі колишнього Карантину.
У 1980-х роках були випадки просідання ґрунту під багатоповерховими будинками. Фахівці стали шукати позначення на підземних картах міста. Але не знайшли підтверджень існування підземних ходів.